# Faster Than the Speed of Night
Faster Than the Speed of Night je album zpěvačky Bonnie Tyler vydané v roce 1983 nahrávací společností Columbia Records. Je to její páté a zároveň nejúspěšnější album, které obsahuje i její celosvětový hit číslo 1 „Total Eclipse of the Heart“. Album vstoupilo do anglických žebříčků na 1. místě jako první průkopnické album pro jakoukoli ženskou interpretku podle Guinnessovy knihy britských nejúspěšnějších alb.
Album bylo vytvořeno Jimem Steinmanem a Johnem Jansenem. Jim Steinman se také podílel na vzniku písní „Total Eclipse of the Heart“ a „Faster Than the Speed of Night“.
Zbývající část alba se skládá z výrazně upravených převzatých písní, obsahujících řadu převzatých písní, mezi nimiž je také hit „Have You Ever Seen the Rain?“ od Creedence Clearwater Revival. „Goin' Through the Motions“ je převzatá píseň z alba Spectres od hudební skupiny Blue Öyster Cult a na albu je také originální verze písně „Straight from the Heart“, což byl průlomový Top 10 hit z platinového alba Cuts Like A Knife od kanadského rockového zpěváka a textaře Bryana Adamse. Album také obsahuje píseň „Take Me Back“ napsanou Billym Crossem, bývalým kytaristou Boba Dylana.

## Seznam skladeb
| Pořadí         | Název                          | Délka |
| -------------- | ------------------------------ | ----- |
| 1.             | Have You Ever Seen the Rain?   | 4:03  |
| 2.             | Faster Than the Speed of Night | 6:35  |
| 3.             | Getting So Excited             | 3:25  |
| 4.             | Total Eclipse of the Heart     | 6:59  |
| 5.             | It's a Jungle Out There        | 4:33  |
| 6.             | Goin' Through the Motions      | 4:05  |
| 7.             | Tears (s Frankiem Millerem)    | 3:47  |
| 8.             | Take Me Back                   | 5:25  |
| 9.             | Straight from the Heart        | 3:38  |
| Celková délka: | Celková délka:                 | 43:14 |

## Obsazení

### Kapela
- Roy Bittan: piano, varhany ve skladbě 8
- Larry Fast: syntezátory
- Rick Derringer: kytary
- Steve Buslowe: basová kytara
- Max Weinberg: bicí
- Jimmy Maelen: perkuse
- Eric Troyer: doprovodné vokály
- Rory Dodd: doprovodné vokály (skladba 4)

Píseň „It's a Jungle Out There“:
- Paul Shaffer: varhany (také varhany ve skladbě 7)
- Hiram Bullock: kytary
- Will Lee: basová kytara
- Steve Jordan: bicí
- Jimmy Maelen: perkuse

### Další hudebníci
- Dave LeBolt: další syntezátory ve skladbě 1
- Steve Margoshes: všechny keyboardy ve skladbě 2
- Holly Sherwood: doprovodné vokály a nářek ve skladbě 2
- Martin Briley: další kytary ve skladbě 2
- Stephanie Black, Erika Katz, Brian Pew, Edward Skylar, Tristine Skylar, David Varga: dětský sbor ve skladbě 6
- Frankie Miller: mužský zpěv ve skladbě 7

## Produkce
- Produkci a režii zajistil Jim Steinman, asistent producenta: John Jansen
- Aranžováno Royem Bittanem a Jimem Steinmanem s výjimkou druhé skladby, která byla aranžována Steve Margoshesem a Jimem Steinmanem
- Nahrávací inženýři: Neil Dorfsman (základní nahrávání skladeb), Rod Hui (hlavní zvukař) a John Jansen
- Dodatečné nahrávky: Frank Fillipetti a Scott Litt
- Nahráno v The Power Station, Green Street Studio, Right Track Studios
- Namixováno Neilem Dorfsmanem, Johnem Jansenem a Jimem Steinmanem s výjimkou druhé skladby, která byla namixována Johnem Jansenem, Scottem Littem a Jimem Steinmanem
- Namixováno: The Power Station
- Dokončeno Gregem Calbim ve Sterling Sound

## Žebříčky (platné k roku 1983)

### Album
- Nový Zéland (Recorded Music NZ) 1. místo,
- Norsko (VG-lista) 1. místo,
- Spojené království (OCC) 1. místo,
- Německo (Official Top 100) 20. místo,
- Švýcarsko (Schweizer Hitparade) 19. místo,
- Spojené státy americké (Billboard 200) 4. místo,
- Nizozemsko (MegaCharts) 24. místo,
- Švédsko (Sverigetopplistan) 3. místo,
- Francie (SNEP) 12. místo

### Singly (umístění k roku 1983)
- Total Eclipse of The Heart US Hot 100 1. místo, Spojené království 1. místo, Francie 1. místo, Německo 16. místo, Rakousko 1. místo, Švédsko 3. místo, Švýcarsko 3. místo, Norsko 1. místo
- Faster than the Speed of Night, Spojené království 43. místo, Norsko 9. místo
- Have You Ever Seen the Rain?, Spojené království 47. místo, Francie 25. místo, Německo 63. místo
- Take Me Back, US Hot 100 46. místo
- Getting So Excited, Spojené království 89. místo

## Ocenění
Americká hudební ocenění
- Nejoblíbenější rocková/popová zpěvačka (nominace)
- Nejoblíbenější rock/pop singl "Total Eclipse of the Heart" (nominace)

Grammy
- Nejlepší ženský popový hlasový výkon "Total Eclipse of the Heart" (nominace)
- Nejlepší ženský rockový hlasový výkon "Faster Than the Speed of Night" (nominace)

Zlatá Evropa (Německo)
- Návrat roku

Klub různých ocenění Velké Británie (UK)
- Nejlepší nahrávkový umělec roku (1983)

### Zlaté a platinové desky
Diamant
- Norsko

Platina
- Spojené státy americké, Jihoafrická republika, Švédsko, Austrálie, Nový Zéland a Švýcarsko

Zlato
- Spojené království a Francie

Stříbro
- Dánsko a Řecko

## Profesionální hodnocení
- Allmusic 4,5 z 5